# Black and Blue (chanson de Fats Waller)
Pour les articles homonymes, voir Black and Blue.
What Did I Do to Be So Black and Blue?, souvent raccourci en Black and Blue, est une chanson de jazz, écrite en 1929 par Fats Waller et Harry Brooks avec des paroles d'Andy Razaf. Abordant la question du racisme, cette chanson est popularisée par Louis Armstrong, qui est le premier à l'enregistrer.

## À propos de la chanson

### Composition
Black and Blue est écrite en 1929 par le pianiste, chanteur et compositeur Fats Waller, Harry Brooks et le parolier Andy Razaf pour la comédie musicale Hot Chocolates (en), première comédie musicale de Broadway à avoir un casting entièrement Noir. Les auteurs ont écrit plusieurs chansons à succès, notamment Ain't Misbehavin' et Black and Blue. Cette dernière est sur un registre plus sérieux que les autres, racontant les tourments d'une femme qui constate que les hommes préfèrent les femmes à la peau plus claire que la sienne, décrivant plus généralement la souffrance des Noirs-Américains,.
La légende raconte que les auteurs ont été forcés d'écrire cette chanson par le gangster Dutch Schultz.

### Paroles

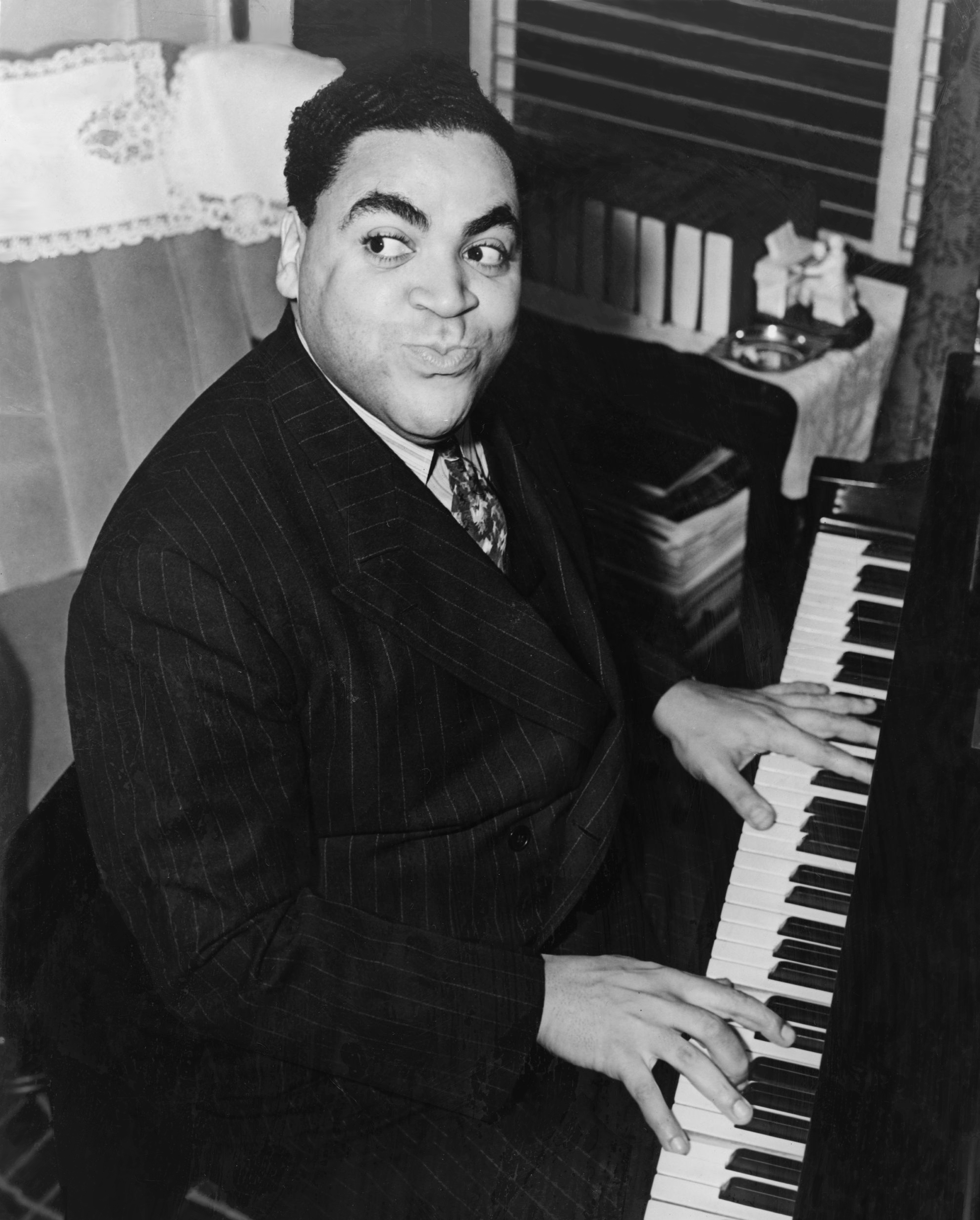
Fats Waller en 1938.

Dans la version originale, la chanson est la lamentation d'une femme se plaignant que les hommes Noirs préfèrent les femmes à la peau plus claire que la sienne : « gentlemen prefer them light ».
Louis Armstrong modifie les paroles pour qu'elles reflètent plus généralement la condition des personnes noires dans un monde dominé par les Blancs.
Dans le premier couplet, la phrase « Feel like old Ned » fait référence à Old Uncle Ned, une minstrel song à propos d'un esclave éreinté par le travail.

### Interprétations
Black and Blue est chantée sur scène en juin 1929 par Edith Wilson ; la chanson est rapidement un succès. Louis Armstrong, qui rejoint le casting de Hot Chocolates en cours de route, est le premier à l'enregistrer le 22 juillet 1929,. Waller n'a jamais enregistré cette chanson, la version d'Armstrong devenant celle de référence.
Endetté, Waller a vendu les droits de Black and Blue, avec 17 autres chansons, à Irving Mills, se privant de revenus conséquents.

### Hymne contre le racisme

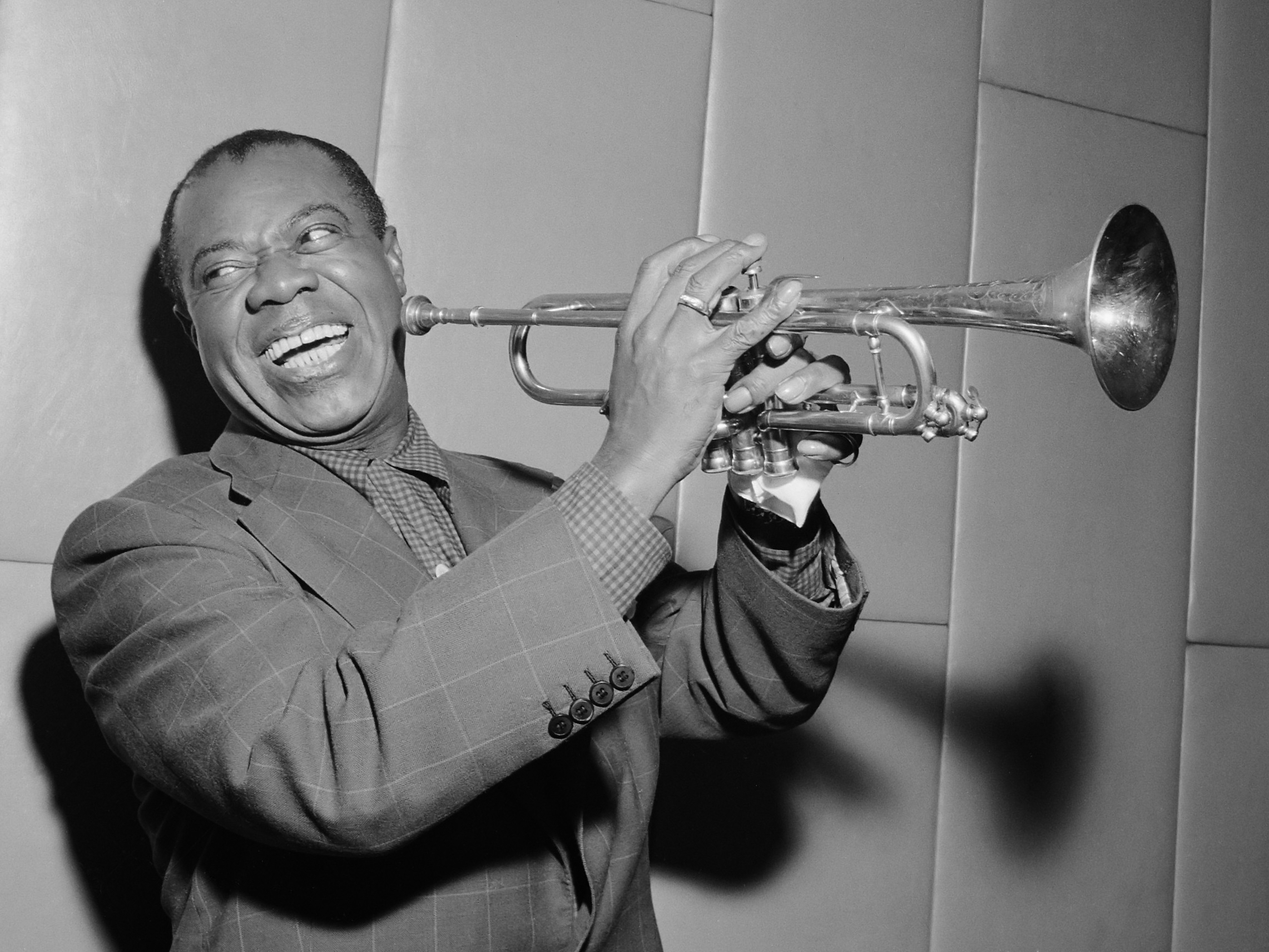
Louis Armstrong en 1955.

La chanson, dans la version de Louis Armstrong, est devenue un hymne dénonçant le racisme aux États-Unis. L'écrivain Ralph Ellison cite cette chanson dans son classique Homme invisible, pour qui chantes-tu ? (1953), abordant la question des Noirs-Américains,.
Le 7 mars 1965, alors qu'il est en tournée au Danemark, Louis Armstrong regarde la violente répression de la marche de Selma. Il commente : « ils molesteraient Jésus s'il était Noir et qu'il manifestait », phrase abondamment reprise dans la presse. Alors que cette chanson était sortie de son répertoire depuis plusieurs décennies, il chante Black and Blue quelques semaines plus tard à Berlin-Est.
À cette occasion, Armstrong modifie légèrement les paroles. Alors que dans la chanson originale, on entend ces paroles, pouvant être perçues comme problématiques, :
« I'm white inside, but that don’t help my case

'Cause I can’t hide what is on my face. »
« Je suis blanc[he] à l'intérieur, mais ça n'aide pas mon cas

Parce que je ne peux pas cacher ce qu'il y a sur mon visage. »
Armstrong chante à Berlin-Est : 
« I'm right inside, but that don’t help my case

’Cause I can’t hide what is on my face. »
« J'ai raison à l'intérieur, mais ça n'aide pas mon cas

Parce que je ne peux pas cacher ce qu'il y a sur mon visage. »
Transformé en prostest song, Armstrong continuera à chanter Black and Blue jusqu'à la fin de sa vie.

## Versions notables
Plusieurs artistes ont repris ce morceau :
- Jack Teagarden et son orchestre en 1941
- Dinah Washington sur Dinah Washington Sings Fats Waller en 1957
- Earl Fatha Hines sur Earl Fatha Hines and His Orchestra en 1958
- Carmen McRae sur Fine and Mellow - Live at Birdland West en 1988

Il existe également des versions instrumentales :
- Claude Bolling et son orchestre en 1948
- Sidney Bechet en 1953
- André Previn sur André Previn Plays Fats Waller en 1957
- Teddy Wilson sur Striding After Fats en 1974
- Clark Terry sur Ain't Misbehavin' en 1979
- Dick Hyman sur Cincinnati Fats en 1981
- Zoot Sims et Joe Pass sur Blues for 2 en 1983
- Hank Jones sur Handful of Keys - The Music of Thomas "Fats" Waller en 1992
- Noël Akchoté sur West End Blues (Plays the Music of Louis Armstrong) en 2016